# Centre Maurits Coppieters
El Centre Maurits Coppieters (CMC) es una fundación política europea que promueve la investigación sobre políticas a nivel europeo e internacional, enfocándose principalmente en la gestión de la diversidad cultural y lingüística en sociedades complejas, gobernación multinivel, descentralización, reforma constitucional y estatal, secesión de estados y autodeterminación, dirección política y económica de gobiernos subcentrales, resolución de conflictos, derechos humanos y promoción de la paz.
El CMC, que es reconocido por el Parlamento Europeo como una fundación política a nivel europeo, está asociado con la Alianza Libre Europea, al mismo tiempo que sirve como una base para think tanks regionales o nacionales, fundaciones políticas e investigadores que promueven el estudio de movimientos nacionales y minorías europeas. Con sede en Bruselas, Bélgica, el CMC es financiado tanto por sus propios miembros como por el Parlamento Europeo.

## Estructura
EL CMC cuenta actualmente con doce miembros titulares y cinco miembros asociados de ocho países europeos diferentes. Tales miembros constituyen la Asamblea General, y se reúnen de manera anual para discutir sobre las principales líneas de trabajo estratégicas del CMC.
Miembros titulares:
- Alkartasuna Fundazioa[4]
- Arritti[5]
- Ezkerraberri Fundazioa[6]
- Fundación Galiza Sempre[7]
- Fundació Josep Irla[8]
- Fundació Emili Darder[9]
- Fundación Aragonesista 29 de junio[10]
- Home of Macedonian Culture
- Welsh Nationalism Foundation[11]
- Le Peuple Breton[12]
- Fundació Nexe[13]
- ADEO[14]

Miembros asociados:
- CIEMEN[15]
- Free State of Rijeka Association
- Istituto Camillo Bellieni[16]
- Kurdish Institute of Brussels[17]
- Hungarian National Council of Transylvania[18]

Miembros del Centre Maurits Coppieters eligen un buro para que gestionen sus actividades por delegación: El buro se reúne cuatro veces al año para dirigir los proyectos anual del CMC, así como para preparar la Asamblea General y facilitar la coordinación de las actividades en conjunto emprendidas por los miembros del CMC. El buro actual fue elegido el 15 de febrero de 2014 en la octava Asamblea General del CMC en Santiago de Compostela, Galicia, estando compuesto por:
- Xabier Macías
- Günther Dauwen
- José Miguel Martínez Tomey
- Alan Sandry
- Josep Vall
- Antonia Luciani

Dicho buro tiene un término de tres años y, por ende, expiraría en 2017.
Los miembros salientes del primer buro fueron llamados a ser miembros honorarios del CMC:
- Fabianna Giovanninni
- Pavle Filipov
- Syd Morgan
- Isabel Nonell

## Actividades
Una de las principales actividades del CMC es publicar reportes y papers de asuntos relacionados con la cultura, a la política y a instituciones europeos con un enfoque a movimientos regionales y de minorías. Estos reportes están dirigidos a formuladores de políticas a nivel europeo pero también están destinados al público general. Los autores son, por lo general, investigadores independientes.
Aparte de los reportes y de la actividad de publicar documentos menores sobre políticas, el CMC también organiza conferencias en temas como la diversidad del idioma, el concepto de huellas culturales, y la ampliación interna de la Unión Europea.

## Maurits Coppieters
El Centre Maurits Coppieters toma su nombre de Maurits Coppieters (1920 - 2005), un político flamenco que fue miembro del Parlamento Europeo por el Volksunie (VU) y que a la vez fue pionero en la formación de la Alianza Libre Europea. Durante su carrera política, Coppieters abogó por el derecho de autodeterminación en la Unión Europea.